# نظریه معماری

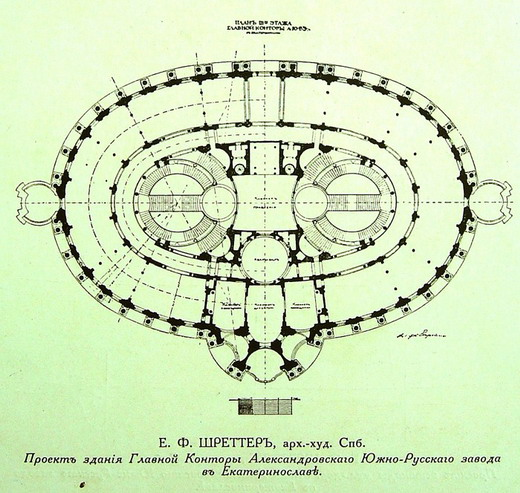
نظریه معماری

نظریه معماری یا تئوری معماری کنش اندیشیدن، گفت‌وگو و نوشتن دربارهٔ معماری است. تئوری معماری در بیش تر مدارس معماری تدریس می‌شود و توسط معماران پیش‌رو جهان به کار گرفته می‌شود. برخی از اشکالی که تئوری معماری در بر می‌گیرد سخنرانی یا گفتگو، رساله یا کتاب و پروژه‌های کاغذی (ساخته نشده) یا ورودی‌های مسابقات طراحی معماری هستند. تئوری معماری اغلب آموزشی است، و نظریه پردازان تمایل دارند که به مدارس نزدیک باشند یا در مدارس معماری کار کنند. تئوری معماری از دوران باستان به اشکال مختلف وجود داشت، و همچنان که نشر بیش تر رایج شد، تئوری معماری غنای بیش تری یافت. کتاب‌ها، مجلات و ژورنال‌های دانشگاهی تعداد بی‌سابقه ای از آثار معماران و منتقدان را در قرن بیستم منتشر کردند. در نتیجه، سبک‌ها و جنبش‌ها یی شکل گرفتند و بسیار سریعتر از حالتهای ابتدای تاریخ از بین رفتند. انتظار می‌رود استفاده از اینترنت گفتمان معماری در قرن ۲۱ را پیش ببرد.

## تاریخچه

### دوران باستان
اطلاعات یا شواهد اندکی در مورد تئوری معماری در دوران باستان، تا قرن اول پیش از میلاد، با کار ویتروویوس وجود دارد. با این وجود، این بدان معنا نیست که چنین آثاری وجود نداشته‌اند. بسیاری از آثار دوران باستان جان سالم به در نبردند.

### قرون وسطا
در طول قرون وسطی، دانش معماری با رونویسی، به شکل شفاهی (دهان به دهان) و به لحاظ فنی در خانه استادکاران منتقل شد. با توجه به ماهیت دشوار رونویسی، نمونه‌های اندکی از تئوری معماری در این دوره زمانی نوشته شده‌است. اکثر آثار این دوره الهی، و رونویسی از کتاب مقدس بودند، بنابراین تئوری‌های معماری همچون یادداشت‌های بر روی ساختارهای موجود در کتاب مقدس بود. Liber de rebus in administratione sua gestis اثر ابوت سوژه، یک سند معماری بود که با معماری گوتیک پدیدار شد. نمونهٔ دیگر از مجموعه نقاشی‌های ویلار دو اونکور از حدود ۱۲۳۰ بود.
در دودمان سونگ چین، لی جی در ۱۱۰۳ یینگزائو فاشی را منتشر شد، یک رساله معماری بود که عناصر معماری چینی را تدوین کرد.

### رنسانس
اولین کار بزرگ نظریه معماری این دوره متعلق به لئون باتیستا آلبرتی De Re Aedificatoria است، که ویتروویوس را در قلب اصلی‌ترین سنت تئوریک دوران مدرن قرار داد. از آلبرتی، معماری خوب از طریق مثلث ویتروویایی شناخته شده، که هدف آن را تعریف می‌کند. این سه‌گانه تمام اعتبارش را تا قرن نوزدهم را حفظ کرد. گذار عمده به قرن هفدهم و در نهایت دوره روشنگری از طریق تحقیقات پیشرفته ریاضی و نوری معمار برجسته و هندسه دان ژرار دوسارگ، با تأکید بر مطالعات او بر مقاطع مخروطی، پرسپکتیو و هندسه تصویری، اتفاق افتاد.

### روشنگری
عصر روشنگری شاهد توسعه قابل توجهی در تئوری معماری در قاره اروپا بود. اکتشافات باستان شناسانهٔ جدید (از قبیل پمپئی و هرکولانیوم) علاقه جدیدی به هنر و معماری کلاسیک به وجود آورد. به این ترتیب، واژهٔ نئوکلاسیسیسم، که توسط نوشتهٔ منتقد هنری پروس یوهان یواخیم وینکلمان شرح داده شد، به منظور تبیین معماری قرن هجدهم که به این نمونه‌های نئوکلاسیک برای الهام در طراحی ساختمان نگاه می‌کردند استفاده شد.
نظریه پردازان برجسته معماری عصر روشنگری عبارتند از ژولین دیوید لروا، ابه مارک آنتوان لوژه، جیووانی باتیستا پیرانزی، رابرت آدام، جیمز استوارت، گئورگ ویلهلم فریدریش هگل، و نیکلاس روت.

### قرن بیستم
در سال ۱۸۸۹، کامیلو سیت Der Städtebau nach seinem künstlerischen Grundsätzen را منتشر کرد (با عنوان برنامه‌ریزی شهری با توجه به اصول هنری ترجمه شده) که دقیقاً نقد فرم معماری نبود، بلکه یک نقد زیبایی شناسانه (تأثیر گرفته از برنامه‌ریزی شهری قرون وسطی و باروک) از شهرنشینی قرن نوزدهمی است. این کار عمدتاً تئوریک، تأثیری آنی بر معماری گذاشت، به این دلیل که دو رشتهٔ معماری و برنامه‌ریزی را در هم آمیخت. تقاضا برای آن چنان بالا بود که پنج چاپ در آلمان بین سال‌های ۱۸۸۹ و ۱۹۲۲ منتشر شد و یک ترجمه فرانسوی در سال ۱۹۰۲ بیرون آمد. (هیچ نسخه ای به زبان انگلیسی تا سال ۱۹۴۵ منتشر نشد) برای سیته، مهم‌ترین مسئله نه شکل معماری یا فرم ساختمان، بلکه کیفیت فضاهای شهری ای است که ساختمان‌ها در مجموع در بر می‌گیرند، کل بیش از مجموع بخش‌ها. جنبش مدرن این افکار را رد کرد و لو کوربوزیه به شدت کار را نادیده گرفت. با این وجود، کار سیته توسط معماران و نظریه پردازان پست مدرن دهه ۱۹۷۰ بازبینی شد، به ویژه پس از انتشار مجدد آن در سال ۱۹۸۶ توسط ریزولی، ویرایش شده توسط کالینز و کالینز (که اکنون توسط داور منتشر شده‌است) بازخوانی شد. از این کتاب اغلب امروزه در خطایی تاریخی به عنوان وسیله ای برای نقد جنبش مدرن به عنوان استفاده می‌شود.

### معاصر
در گفتمان معماری معاصر تئوری به‌طور کلی متوجه موضع اش در برابر فرهنگ و خصوصاً اندیشه شده. به همین دلیل است که دوره‌های دانشگاهی تئوری معماری اغلب به اندازهٔ بحث دربارهٔ ساختمان‌ها وقت صرف بحث در مورد فلسفه و مطالعات فرهنگی می‌کنند، و به همین دلیل است که پژوهش‌های پیشرفته تحصیلات تکمیلی و پایان‌نامه‌های دکتری بر ارتباط موضوعات فلسفی با علوم انسانی معماری تمرکز می‌کنند. برخی از نظریه پردازان معماری به بحث در مورد موضوعات فلسفی می‌پردازند یا به‌طور مستقیم با فیلسوفان وارد گفتگو می‌شوند، همان‌طور که پیتر آیزنمن و برنارد چومی به اندیشه دریدا علاقه داشتند یا علاقه آنتونی وایدلر به آثار فروید و لکان، علاوه بر علاقه به شعر فضایی گاستون باشلار یا متون ژیل دلوز. این همچنین در مورد استادان در دانشگاه‌ها مانند دلیبور وسلی یا آلبرتو پرز-گومز صدق می‌کند و در سال‌های اخیر این گرایش به فلسفه از راه پژوهش نسل جدیدی از نظریه پردازان (برای نمونه جفری کیپنس یا سنفورد کوینتر) تقویت شده‌است. به‌طور مشابه، می‌توانیم به معماران معاصر علاقه‌مند به فلسفه و مطالعات فرهنگی اشاره کنیم. بعضی از آن‌ها به پدیدارشناسی علاقه‌مند هستند، مانند کریستین نوربرگ-شولز، یا مانند نادر البزری متخصص فیلسوفان و مورخان علم هستند. دیگران، مانند مانفردو تافوری، علاقه‌مند به تعریف‌های هستی شناسانهٔ جدیدی از معماری هستند که ردی از مفهومی تازه از مدرنیته در معماری را دنبال می‌کند. این مفهوم که تئوری مستلزم نقد است و در کار بسیاری از نظریه پردازان و معماران دیگر مانند مارک ویگلی و دیگران وجود دارد ریشه در مطالعات ادبی پسا ساختارگرایانه دارد. در نظریه‌های آن‌ها، معماری با یک زبان مقایسه می‌شود که هر بار که استفاده شود می‌تواند اختراع شده و دوباره اختراع شود. این تئوری بر معماری به اصطلاح دیکانستراکتیویستی تأثیر گذاشت. در مقابل، نوآوران جامعه شبکه ای، به خصوص توسعه دهندگان نرم‌افزار سیلیکون ولی، تأکید کریستوفر الکساندر بر راه بی زمان ساختن بود (۱۹۷۹) را بر اساس زبان الگوهایی که همچنان که ساخته می‌شوند بهینه می‌شوند.
از سال ۲۰۰۰، تئوری معماری مجبور به مواجهه با افزایش سریع شهرنشینی و جهانی شدن شده‌است. با بسط درکی جدید از شهر، بسیاری از نظریه پردازان درکی تازه از وضعیت شهرنشینی سیاره ما (برای مثال ایدهٔ بیگنس رم کولهاس) به دست دادند. علاقه به تکه‌تکه شدن و معماری به عنوان ابژهٔ موقت علاوه بر تأثیر بر چنین تفکر (مثلا نگرانی از استفاده از تکنولوژی پیشرفته)، بر نگرانی‌های عمومی مانند محیط زیست، رسانه‌های جمعی و اقتصاد تأثیر می‌گذارد.
در دهه گذشته، معماری به اصطلاح «دیجیتال» پدید آمده. چندین جریان و متدولوژی‌های طراحی به‌طور همزمان در حال توسعه اند، برخی از آن‌ها یکدیگر را تقویت می‌کنند، در حالی که بقیه موضعی مخالف دارند. یکی از این جریان‌ها بیومیمیکری است که فرایند بررسی طبیعت، مدل‌ها، سیستم‌ها، فرایندها و عناصر آن است تا برای حل مشکلات انسان از آن‌ها تقلید کند یا الهام بگیرد. معماران همچنین ساختمان‌هایی ارگانیک‌وار به منظور توسعه یک زبان فرمی تازه طراحی می‌کنند. گرایش دیگر کشف آن تکنیک‌های رایانشی است که تحت تأثیر الگوریتم‌های مرتبط با فرایندهای بیولوژیکی هستند و گاهی با عنوان ریخت‌زایی دیجیتال شناخته می‌شوند. در تلاش برای بهینه‌سازی نوآوری رایانشی در معماری، الگوریتم‌های ژنتیک توسعه یافته در علوم رایانه برای تکامل طرح‌ها در یک کامپیوتر استفاده می‌شود و برخی از این‌ها به عنوان ساختار واقعی پیشنهاد و ساخته شده‌اند. از آنجا که این تمایلات معماری نوظهور هستند، بسیاری از نظریه پردازان و معماران در این زمینه کار می‌کنند و نظریه‌ها و ایده‌هایی مانند پارامتریسم پاتریک شوماخر را توسعه می‌دهند.
با این وجود شواهدی بر این ادعا وجود ندارد که ما شاهد تولد یک نوع کاملاً جدید از تئوری و کار حرفه‌ای معماری هستیم. دنیای تئوری معماری معاصر متکثر و رنگارنگ است. نحل‌های برجستهٔ تئوری معماری بر اساس تحلیل زبان شناختی، فلسفه، پسا ساختارگرایی یا نظریه فرهنگی وجود دارند. برای نمونه، علاقه جدیدی به کشف دوباره پروژه پست مدرنیستی (سام یاکوب)، تعریف گرایش‌های جدید رادیکال معماری و پیامدهای آن در توسعه شهرها (پیر ویتوریو آئورلی) و یک رویکرد فرمالیستی تازه به معماری از طریق تخصیص مفاهیم فلسفی به وجود آمده است. با این حال، هنوز خیلی زود است که بگوییم آیا هر یک از این کاوش‌ها بر معماری به‌طور گسترده یا پایدار تأثیر خواهند گذاشت.

## برخی از نظریه پردازان معماری

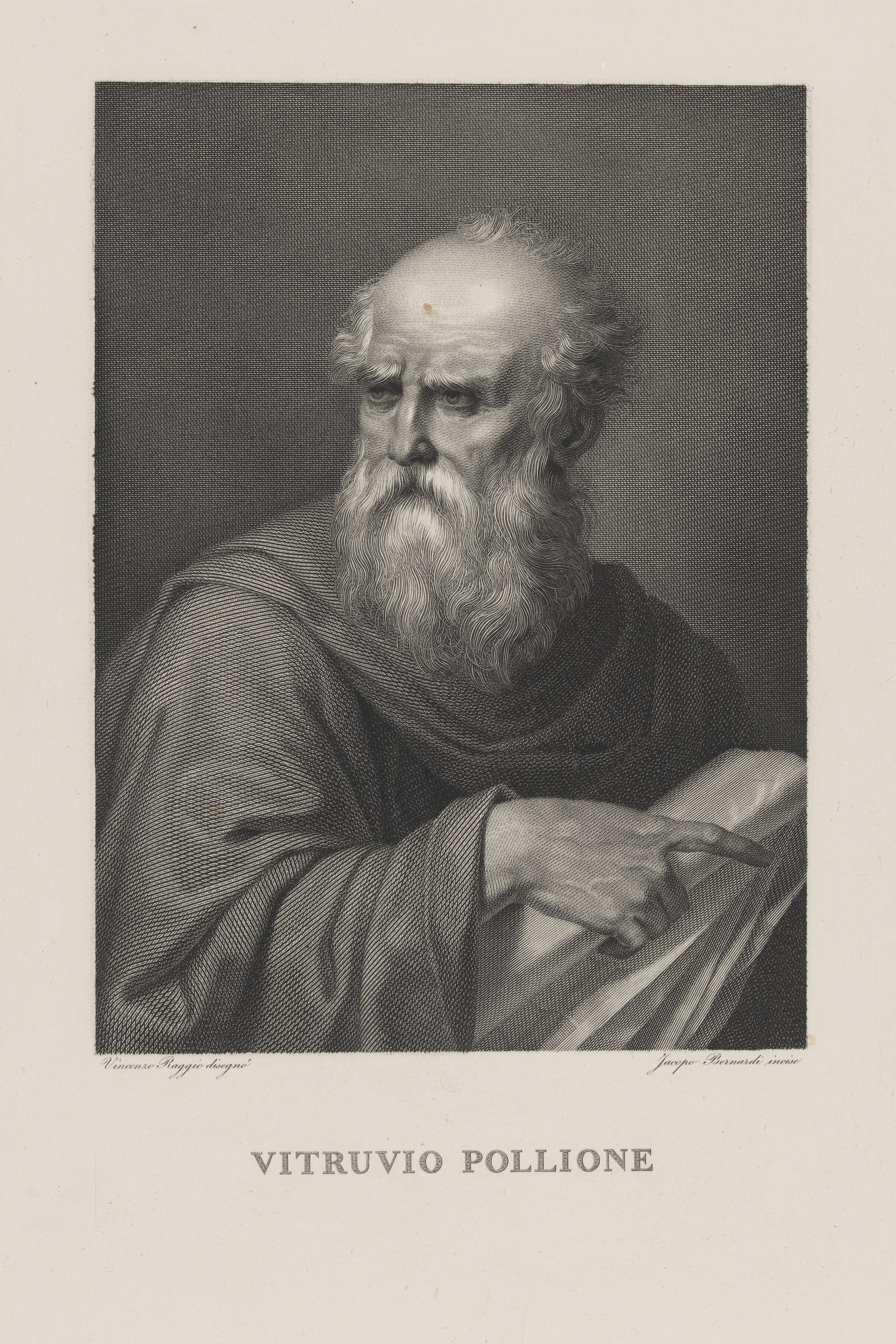
ویترویوس
لئون باتیستا آلبرتی
آندرا پالادیو
کارل فریدریش شینکل
اوژن ویوله لودوک
جان راسکین
ژرار دوسارگ
آنری فوکیلون
آلویس ریگل
گوتفرید زمپر
هاینریش ولفلین
برونو زوی
اوتو واگنر
لوکوربوزیه
آدلف لوس
لوئیس مامفورد
رودلف آرنهایم
گی دوبور
پیتر کوک (معمار)
بهرام شیردل
پیتر آیزنمن
کی مایکل هیز
ا
چارلز جنکس
جفری کیپنس
رم کولهاس
لئون کرییر
سنفورد کوینتر
آلبرتو پرز-گومز
آلدو روسی
کالین روو
دنیس اسکات براون
هیلده هاینن
ریچارد سنت
رابرت ونچوری
پل ویریلیو
سارا وایتینگ

گرگ لین

## برخی از فیلسوفانی که بیشترین تاثیر را بر نظریه معماری گذاشتند
میشل فوکو
والتر بنیامین
یورگن هابرماس
ژرژ باتای
ژاک دریدا
ژیل دلوز
گاستون باشلار
آنری لوفور
مارتین هایدگر